# Bishop Airlock Module

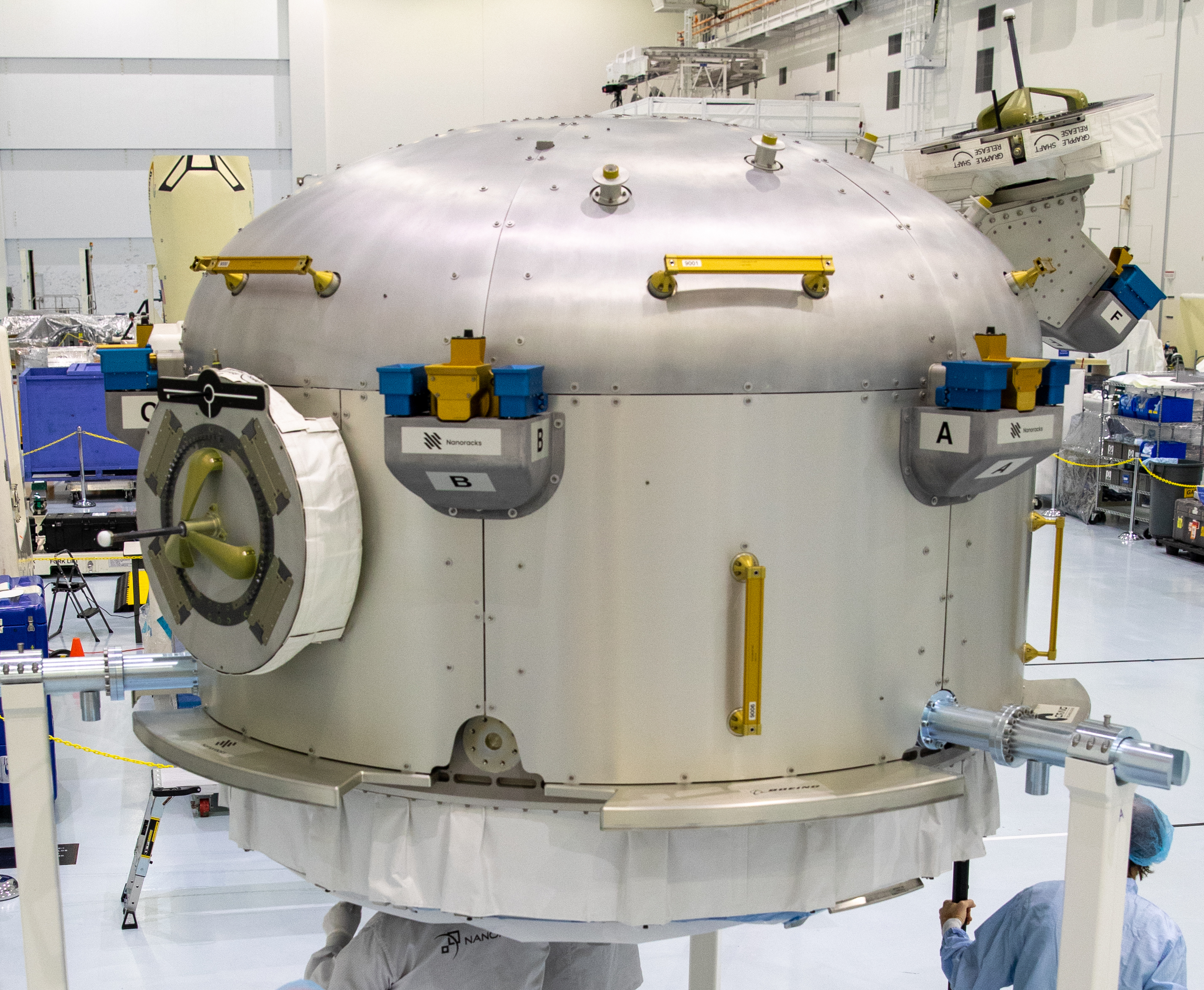
Parte del Bishop Airlock Module en la Instalación de Procesamiento de la Estación Espacial Kennedy de la NASA en Florida, 7 de octubre de 2020.

Nanoracks Bishop Airlock es la primera adición comercial permanente a la infraestructura de la Estación Espacial Internacional. La esclusa Bishop Airlock ofrece 5 veces el volumen actual que se puede mover dentro y fuera de la Estación Espacial hoy en día. Fue lanzado el 6 de diciembre del año 2020 en un cohete Falcon 9 Block 5.

#### Combinación de carga útil
El Bishop Airlock tiene la capacidad de combinar múltiples cargas útiles de Microgravedad y tipos de satélites en un airlock.

#### Apuntamiento Infinito
No hay límite de opciones mientras está unido a Canadarm 2.

#### Soporte para caminatas espaciales
Los equipos grandes se pueden mover robóticamente al exterior de la ISS, creando una "caja de herramientas" externa para los miembros de la tripulación en una caminata espacial.

#### Mayor rendimiento
Más de 5 veces el volumen de Quest Airlock. Hasta 144U de cargas útiles a la vez.